# Peștera viselor uitate
Peștera viselor uitate (Cave of Forgotten Dreams) este un film documentar 3D din 2010 regizat de Werner Herzog despre Peștera Chauvet din sudul Franței, care conține unele dintre cele mai vechi imagini pictate de oameni descoperite până acum. Unele dintre ele au fost create cu aproximativ 32.000 de ani în urmă. Filmul a avut premiera la Festivalul Internațional de Film de la Toronto din 2010 și este format din scene din interiorul peșterii, precum și din interviuri cu diverși oameni de știință și istorici. Filmul include, de asemenea, imagini ale podului natural Pont d'Arc din apropiere.